# Sandokan, tygrys z Malezji
Sandokan, tygrys z Malezji (wł. Sandokan, la tigre di Mompracem) – włosko-hiszpańsko-francuski film przygodowy z 1963 roku, zrealizowany według powieści Tygrysy z Mompracem Emilio Salgariego. Należy do cyklu filmów przygodowych o Sandokanie.

## Główne role[1]
| Rola              | Aktor                | Głos                 |
| ----------------- | -------------------- | -------------------- |
| Sandokan          | Steve Reeves         | Emilio Cigoli        |
| Mary Ann          | Geneviève Grad       | Maria Pia Di Meo     |
| Yanez             | Andrea Bosic         | Pino Locchi          |
| Sambigliong       | Rik Battaglia        | Sergio Tedesco       |
| porucznik Ross    | Mario Valdemarin     | Cesare Barbetti      |
| Lord Guillonk     | Leo Anchóriz         | Renato Turi          |
| Twang Long        | Ananda Kumar         | Bruno Persa          |
| porucznik Toymby  | Antonio Molino Rojo  | Glauco Onorato       |
| sierżant Mitchell | Enzo Fiermonte       | Gualtiero De Angelis |
| Pataan            | Wilbert Bradley      | Oreste Lionello      |
| Girobatol         | Maurice Poli         | Riccardo Mantoni     |
| Kanandurian       | Gino Marturano       | brak danych          |
| Hirangù           | Nazzareno Zamperla   | Massimo Turci        |
| Kalamba           | Giovanni Cianfriglia | brak danych          |
| brak danych       | Pietro Capanna       | brak danych          |
| brak danych       | Adolfo Celi          | brak danych          |
| brak danych       | Mimmo Palmara        | brak danych          |
| brak danych       | Jacqueline Sassard   | brak danych          |